# Ministério da Desburocratização
| Ministério da Desburocratização |                                                 |
| Criação                         | 18 de julho de 1979 (45 anos)                   |
| Extinção                        | 14 de fevereiro de 1986 (39 anos)               |
| Órgão Sucessor                  | Ministério da Administração e Reforma do Estado |
| Último ministro                 | Paulo de Tarso Lustosa                          |

O Ministério da Desburocratização foi uma secretaria do poder executivo federal do Brasil que existiu de 1979 a 1986 com o objetivo de diminuir o impacto da estrutura burocrática na economia e vida social brasileiras. Os ministros foram Hélio Beltrão, João Geraldo Piquet Carneiro e Paulo Lustosa.
Durante a existência do ministério foram criados os Juizados de Pequenas Causas e o Estatuto da Microempresa.
Ao ser extinta, a pasta foi absorvida pelo Ministério da Administração e Reforma do Estado.

## Período
| N° | Nome                         | Foto | Início                 | Término                 | Presidente      |
| 1  | Hélio Beltrão                |      | 18 de julho de 1979    | 14 de novembro de 1983  | João Figueiredo |
| 2  | João Geraldo Piquet Carneiro |      | 14 de novembro de 1983 | 15 de março de 1985     | João Figueiredo |
| 3  | Paulo Lustosa                |      | 15 de março de 1985    | 14 de fevereiro de 1986 | José Sarney     |